# 不破大輔
不破 大輔（ふわ だいすけ）は、日本のイラストレーター、漫画家。既婚。元日本一ソフトウェア社員。

## 人物
愛知県名古屋市出身。野村良治に憧れ、2006年9月に日本一ソフトウェアに入社。2009年9月末には退社しており、現在はA-10名義で、漫画家としても活動している。なお、日本一ソフトウェア入社前はフリーで活動しており、当時名古屋に本社を置いていたアダルトゲームメーカーのウィル（現・ウィルプラス）の作品などにも携わっていた。「足の裏」にこだわりを持っている。

## 作品リスト

### ゲーム
- あの、素晴らしい　　をもう一度（1999年、自転車創業） - 原画
- ソウルクレイドル 世界を喰らう者（2007年） - イベントCG
- てこいれぷりんせす!（2007年） - 原画
- 流行り神2 警視庁怪異事件ファイル（2007年） - 背景、グラフィックデザイン
- インフィニットループ 古城が見せた夢（2008年） - キャラクターデザイン
- 魔界戦記ディスガイア3（2008年） - 2008年9月分カスタムテーマ
- 流行り神3 警視庁怪異事件ファイル（2009年） - グラフィックデザイン、ロゴデザイン
- ゲーム天国 CruisinMix（2017年） - PS4用パッケージ版パッケージイラスト、A-10名義[7]

### 漫画
- Load of Trash（メガストアコミックス No.254）- 青磁ビブロスより刊行されたものに未収録分と加筆・描き下ろし含む。
- GIRL? NEXT DOOR（ワニマガジンコミックススペシャル）
- 赫のグリモア
  - 1巻 （少年マガジンコミックス） 講談社 2019年2月刊行 ISBN 4-06-513881-7
  - 2巻 （少年マガジンコミックス） 講談社 2019年7月刊行 ISBN 4-06-515688-2
  - 3巻 （少年マガジンコミックス） 講談社 2019年12月刊行 ISBN 4-06-517537-2
  - 4巻 （少年マガジンコミックス） 講談社 2020年6月刊行 ISBN 4-06-519173-4
  - 5巻 （少年マガジンコミックス） 講談社 2021年1月刊行 ISBN 4-06-522024-6